# Missachtung des Maßstabs
Die Missachtung des Maßstabs (englisch scope neglect oder scope insensitivity) ist eine kognitive Verzerrung, die auftritt, wenn die Bewertung eines Problems nicht in multiplikativer Beziehung zu seiner Größe gesetzt wird.

## Einordnung
Die Missachtung des Maßstabs ist eine bestimmte Form der Missachtung der Ausdehnung, bei der die Größe einer Sache ignoriert wird, obwohl diese logisch für die Bewertung relevant wäre.

## Empirische Belege aus der experimentellen Psychologie
In einer Studie wurden die Teilnehmenden gefragt, wie viel sie bereit wären zu zahlen, um migrierende Vögel vor dem Ertrinken in durch Öl verschmutzten Teichen zu bewahren durch den Einsatz von schützenden Netzen. Die Teilnehmenden wurden in drei Gruppen eingeteilt und ihnen wurde erzählt, dass jeweils entweder 2.000 oder 20.000 oder 200.000 migrierende Vögel betroffen seien. Die Studie berichtet, dass die durchschnittliche Zahlungsbereitschaft der drei Versuchsgruppen, um die Vögel zu schützen, entsprechend bei 80 $, 78 $ und 88 $ lag. Wenn Studienteilnehmer zur Zahlungsbereitschaft zur Rettung von 2.000 Vögeln gefragt werden, kommt im Durchschnitt beinahe der gleiche Wert heraus, wie wenn es um die Rettung von 20.000 oder 200.000 Vögeln geht.
Auch andere Studien, welche Zahlungsbereitschaften untersuchten, um Schaden abzuwenden, haben eine logarithmische oder gar keine Beziehung zum Umfang des Problems festgestellt.

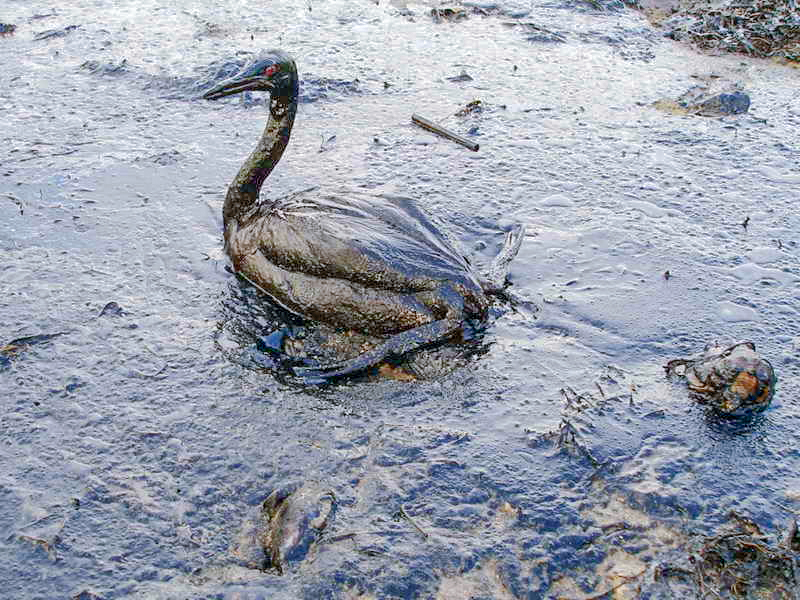
Nach einem Tankerunglück völlig mit Öl verklebter Vogel

Der Nobelpreisträger und Psychologe Daniel Kahneman erklärte das Phänomen der Missachtung des Maßstabs durch eine Bewertung von Situationen als Prototyp, eine Verfeinerung der Repräsentativitätsheuristik.

“The story […] probably evokes for many readers a mental representation of a prototypical incident, perhaps an image of an exhausted bird, its feathers soaked in black oil, unable to escape,”

„Die Geschichte […] beschwört wahrscheinlich eine mentale Repräsentation eines prototypischen Vorfalls herauf, vermutlich das Bild eines erschöpften, unbeweglichen Vogels, dessen Federn in schwarzem Öl getränkt sind.“

Die Zahlungsbereitschaft der Versuchsteilnehmenden hing nach Kahneman wohl vor allem von diesem Bild in ihren Köpfen ab.